# Municipio de Iowa (condado de Wright)
El municipio de Iowa (en inglés: Iowa Township) es un municipio ubicado en el condado de Wright en el estado estadounidense de Iowa. En el año 2010 tenía una población de 346 habitantes y una densidad poblacional de 3,64 personas por km².

## Geografía
El municipio de Iowa se encuentra ubicado en las coordenadas 42°46′32″N 93°33′28″O / 42.77556, -93.55778. Según la Oficina del Censo de los Estados Unidos, el municipio tiene una superficie total de 95 km², de la cual 95 km² corresponden a tierra firme y (0 %) 0 km² es agua.

## Demografía
Según el censo de 2010, había 346 personas residiendo en el municipio de Iowa. La densidad de población era de 3,64 hab./km². De los 346 habitantes, el municipio de Iowa estaba compuesto por el 99,13 % blancos, el 0,87 % eran de otras razas. Del total de la población el 5,2 % eran hispanos o latinos de cualquier raza.